# Ibrahim Rugova

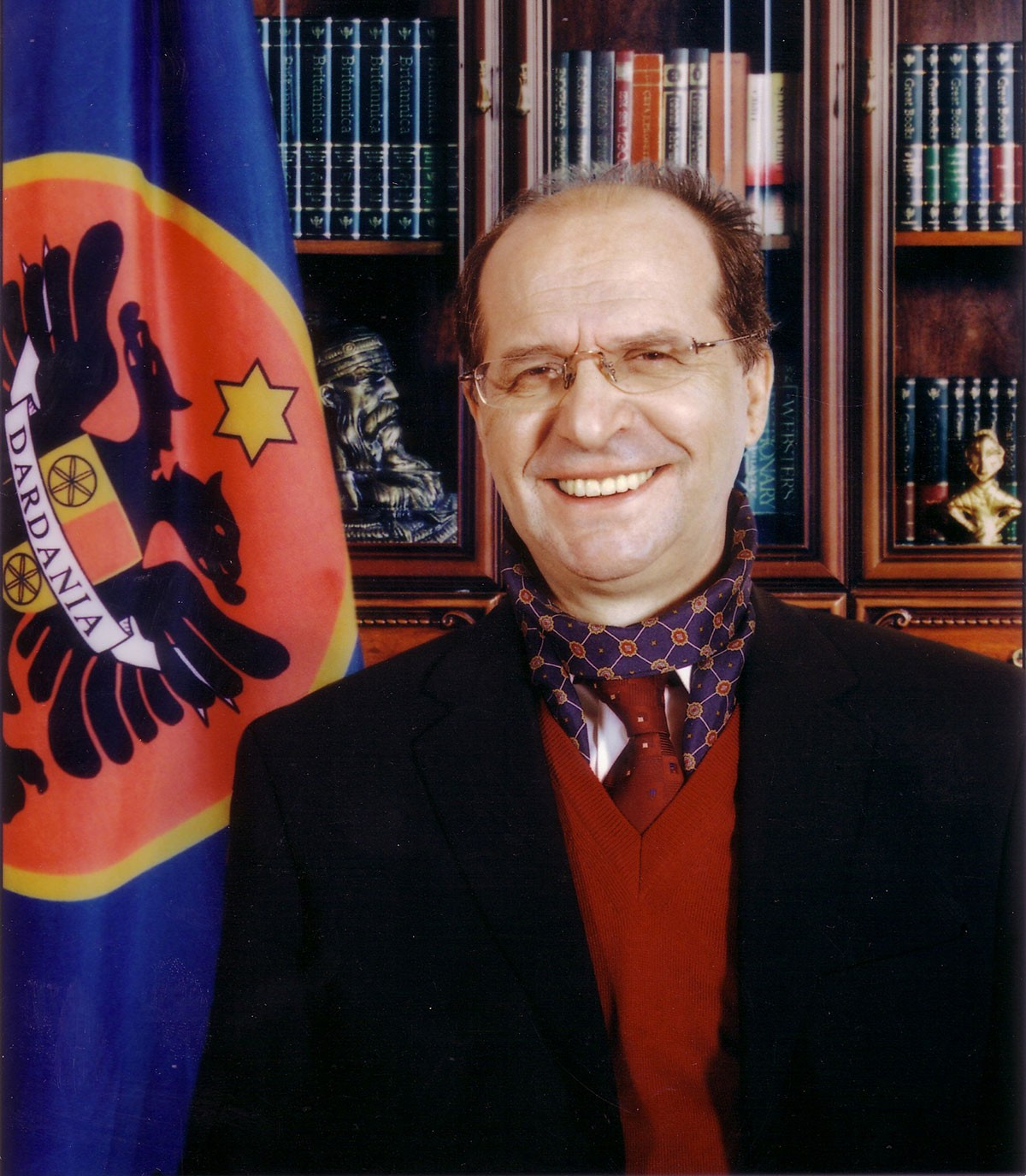
Ibrahim Rugova

Ibrahim Rugova (* 2. Dezember 1944 in Crnce, Königreich Jugoslawien; † 21. Januar 2006 in Pristina, Kosovo) war ein kosovarischer Politiker, Schriftsteller und vom 4. März 2002 bis zu seinem Tod Präsident des Kosovo. Er galt im Westen als Symbolfigur des gewaltfreien Kampfes der Kosovo-Albaner um die Unabhängigkeit ihres Landes.

## Leben
Ibrahim Rugova wurde in einer wohlhabenden kosovo-albanischen Familie geboren. Sein Vater Ukë Rugova und sein Großvater Rrustë Rugova wurden der Kollaboration mit Nazideutschland beschuldigt und daraufhin von kommunistischen Partisanen in den letzten Tagen des Zweiten Weltkrieges hingerichtet. So wuchs Rugova bei seiner Mutter Sofë als Einzelkind auf.
Rugova studierte Philosophie und promovierte 1984 in Literatur an der Universität Prishtina. 1988 wurde er Präsident des Schriftstellerverbands des Kosovo. Er war Mitgründer und Vorsitzender der Lidhja Demokratike e Kosovës (LDK), die als Antwort auf die Aufhebung der Autonomie des Kosovo durch Slobodan Milošević 1989 gegründet wurde. Die im Kosovo lebende albanischstämmige Bevölkerung proklamierte am 2. Juli 1990 die Unabhängigkeit des Kosovo. In einer international nicht anerkannten Wahl wurde Rugova am 24. Mai 1992 zum Präsidenten der selbstausgerufenen „Republik Kosova“ der Albaner gewählt und 1998 im Amt bestätigt. Unter Rugovas Führung bauten die kosovo-albanischen Behörden ein paralleles Verwaltungs-, Gesundheits- und Bildungssystem auf; Rugova selbst setzte sich für eine gewaltfreie Lösung des Konflikts mit Serbien und das Prinzip des passiven Widerstandes ein.
1999 kam es nach Operationen von serbischer Armee und Sicherheitskräften gegen die UÇK zu Luftangriffen der NATO auf Jugoslawien. Daraufhin wurde Rugova interniert. Er erschien im serbischen Fernsehen im Gespräch mit Slobodan Milošević und äußerte sich gegen die Unterdrückung der Albaner. Rugova konnte Anfang Mai 1999 nach Italien ausreisen und kehrte nach Beendigung des Krieges Mitte Juli 1999 in den Kosovo zurück.
Bei den 2001 durch die Vereinten Nationen ausgerichteten freien Parlamentswahlen im Kosovo gewann die LDK die Mehrheit; Ibrahim Rugova wurde nach Parteikonflikten aber erst am 4. März 2002 zum provisorischen Präsidenten des Kosovo gewählt. Als solcher verfolgte er eine Politik enger Kooperation mit der Europäischen Union und den Vereinigten Staaten. 2005 wurde er im Amt bestätigt.

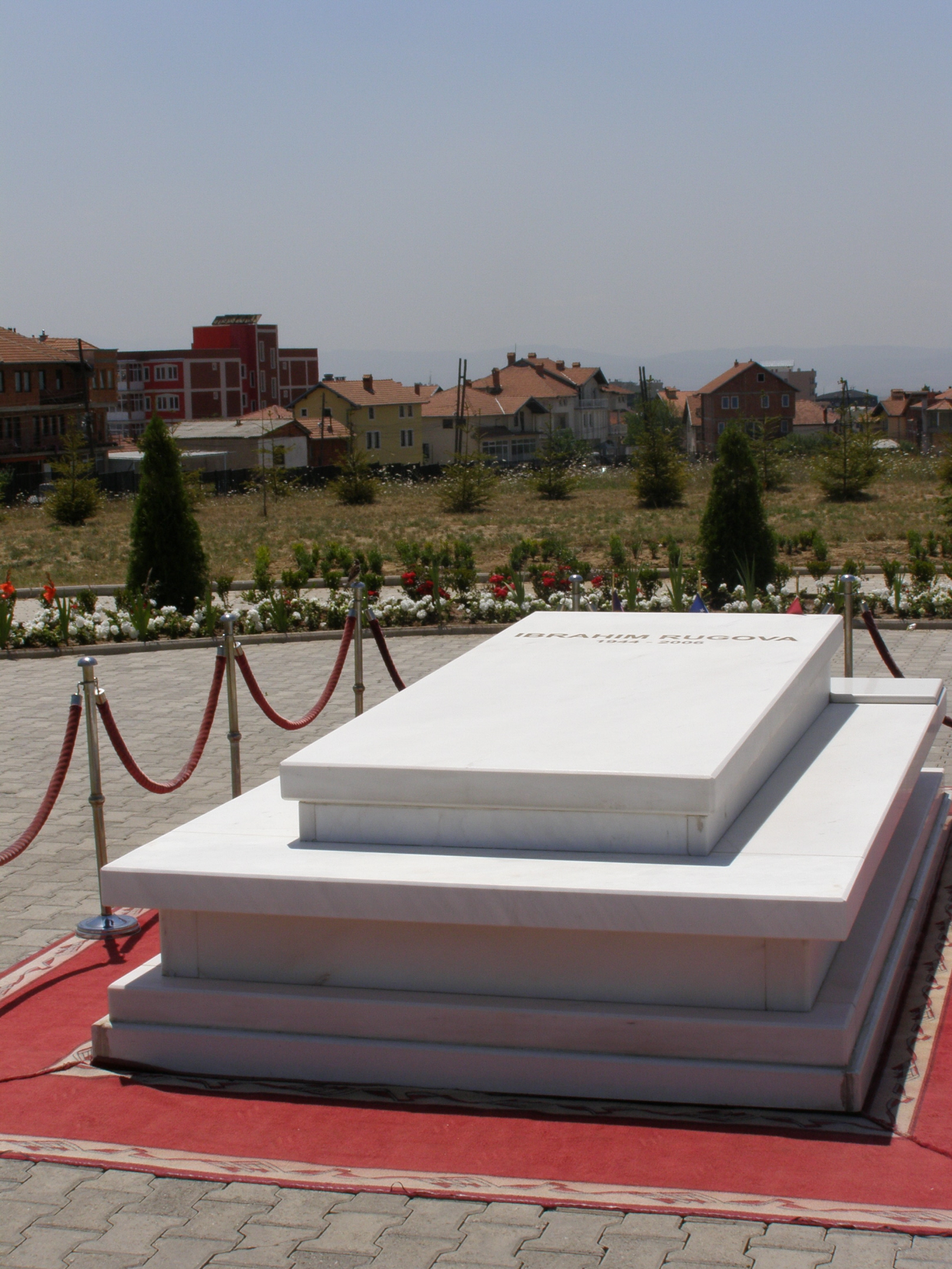
Ibrahim Rugovas Ehrengrab auf dem Kriegsfriedhof in Pristina

Am 15. März 2005 entging Rugova einem Bombenanschlag unverletzt. Am 5. September 2005 wurde bekannt, dass Rugova, über viele Jahre seines Lebens hinweg sehr starker Raucher, an Lungenkrebs erkrankt war. Während er den Vorsitz der LDK aufgab, führte er sein Präsidentenamt bis zu seinem Tod am 21. Januar 2006 weiter.
Rugova wurde am 26. Januar 2006 in Pristina unter großer Anteilnahme der Bevölkerung beigesetzt. An der Trauerfeier nahmen unter anderem die Präsidenten Sloweniens, Kroatiens, Bosnien-Herzegowinas, Nordmazedoniens und Montenegros, die Schweizer Bundesrätin und Außenministerin Micheline Calmy-Rey, der Ministerpräsident Albaniens Sali Berisha und der Generalsekretär der EU Javier Solana teil.
Er wird von den meisten Kosovaren als Vater der Nation bezeichnet, sogar auch als der „Gandhi des Balkans“. Auch Der Spiegel bezeichnete ihn als „Gandhi des Balkans“. Zu seinem Nachfolger im Amt des Präsidenten wurde sein Vertrauter Fatmir Sejdiu (LDK) gewählt.

## „Rugovistische“ Politik
Ibrahim Rugova entwickelte ungewollt ein eigenes politisches System, den so genannten „Rugovismus“. Dieser beschreibt eine Politik, die darauf aus ist, in Frieden mit allen Nachbarn und im Land lebenden Minderheiten zu leben, gute Beziehungen zu westlichen Staaten zu pflegen und eine saubere und vereinigende sowie friedliche Politik zu führen.
Rugova lehnte jedoch selbst ab, eine passive Politik oder gar eine nach Art von Mahatma Gandhi zu führen. Er sagte immer wieder, dass er eine politische Lösung für das Kosovo anstrebe, da es bei den damals vorzufindenden Kräfteverhältnissen – wie man gesehen hat – zu schweren Verlusten auf der albanischen Seite kam. Darüber hinaus forderte er Jahre vor dem Kosovokrieg ein internationales Eingreifen und eine internationale Behörde, welche die Kosovaren auf eine De-facto-Unabhängigkeit vorbereiten würde.

## Rugova und die UÇK
Ibrahim Rugova setzte sich für die gewaltlose Lösung des Kosovokonflikts ein, hatte aber zwangsläufig Kontakte zu Führern der UÇK, die einem gewaltsamen Aufstand den Weg bereiteten. Gleichwohl wurde Rugova für seinen friedlichen Weg, Zielscheibe serbischer und kosovo Albanischer Aggressionen. Nach dem Kosovokrieg ehrte Ibrahim Rugova den 1998 getöteten UÇK-Führer Adem Jashari dennoch als Nationalhelden.

## Schriftstellerisches und intellektuelles Wirken
Ibrahim Rugova beendete seine Grundschule in Istog und seine Mittlere Reife erreichte er 1967 in Peć. 1971 diplomierte er im Bereich der Albanologie an der philosophischen Fakultät in Prishtina. 1976 bis 1977 verbrachte er ein akademisches Jahr in Paris an der École pratique des hautes études. 1984 erhielt er in Prishtina den Doktorgrad in Literaturwissenschaft. Viele Jahre war er Vorsitzender des Kosovarischen Schriftstellerverbandes.
Werke (Auszug)
- Prekje lirike (Essay, 1971). Rilindja, Pristina.
- Kah teoria (Essay, 1978). Rilindja, Prishtina.
- Strategjia e kuptimit (Essay, 1980). Rilindja, Pristina.
- Vepra e Bogdanit 1675-1685 (1982). Rilindja, Prishtina.
- Refuzimi estetik (1987). Rilindja, Prishtina.

## Auszeichnungen und Ehrungen (Auszug)

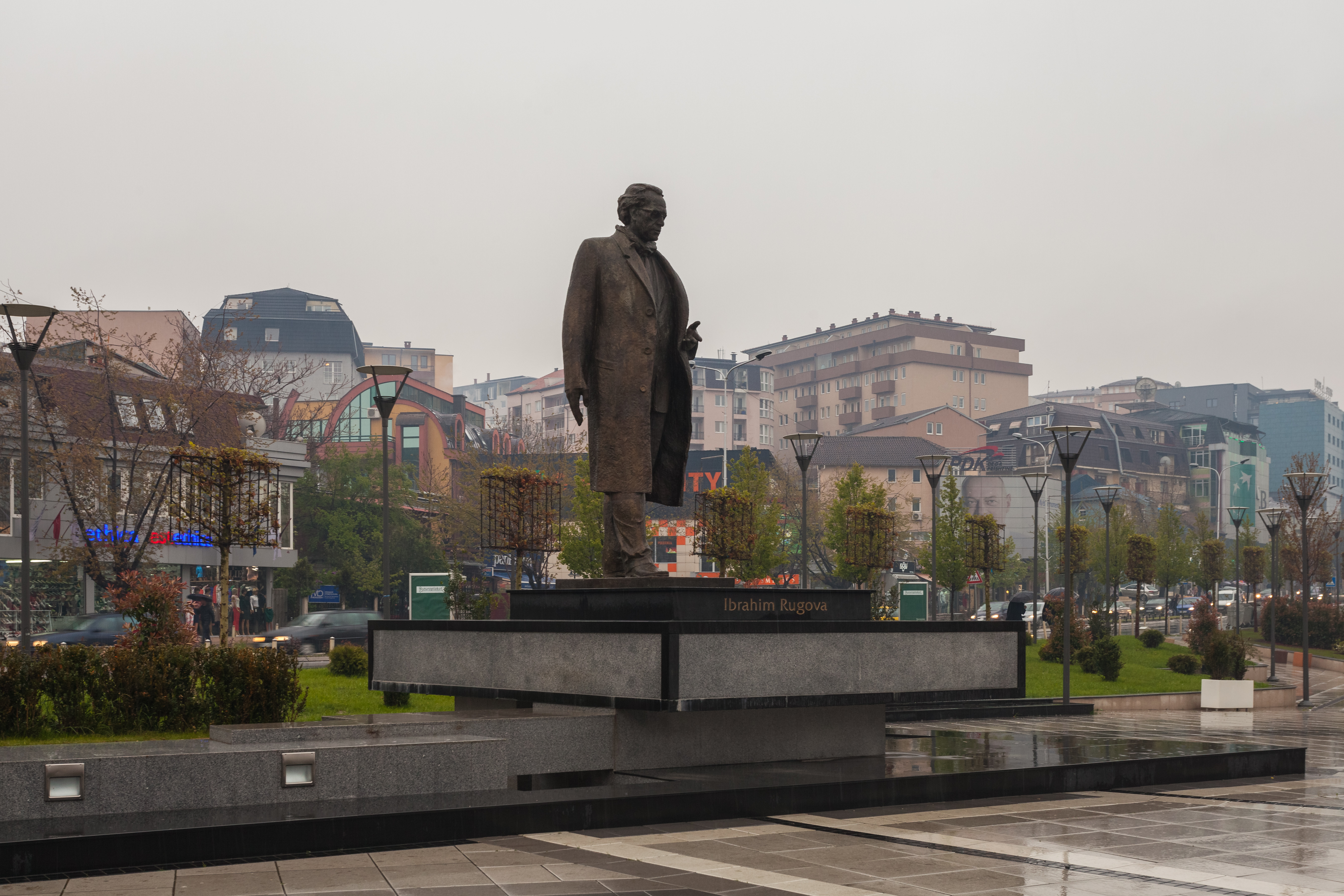
Statue in Pristina

- 1996: Ehrendoktorwürde der Sorbonne
- 1998: Sacharow-Preis für geistige Freiheit des Europäischen Parlaments
- 1998: Homo-Homini-Preis
- 1998: Toleranzpreis der Stadt Münster
- 2004: Ehrendoktorwürde der Universität Tirana
- 2007: Held des Kosovo, postume Auszeichnung durch Fatmir Sejdiu[1]

## Privates
Ibrahim Rugova war mit Fana Rugova verheiratet und hinterließ seine drei Kinder Mendim, Ukë und Teuta Rugova. Er war muslimischen Glaubens.
Rugova hat viel Wert auf den Schutz religiöser Minderheiten gelegt. In seinem Präsidentenamt hingen Bilder von seinen Begegnungen mit Papst Johannes Paul II. und von Mutter Teresa, die er als Albanerin verehrte. Rugova leitete außerdem den Bau der Mutter-Teresa-Kathedrale in Pristina ein.